# Mariani (India)
Mariani is een dorp in het district Jorhat van de Indiase staat Assam. 

## Demografie
Volgens de Indiase volkstelling van 2001 wonen er 23.065 mensen in Mariani, waarvan 54% mannelijk en 46% vrouwelijk is. De plaats heeft een alfabetiseringsgraad van 65%. 